# Glenea subsaperdiformis
Glenea subsaperdiformis är en skalbaggsart som beskrevs av Stefan von Breuning 1953. Glenea subsaperdiformis ingår i släktet Glenea och familjen långhorningar. Inga underarter finns listade i Catalogue of Life.